# 1995 NBA Draft
1995 NBA Draft – National Basketball Association Draft, który odbył się 28 czerwca 1994, pierwszy raz poza granicami USA - w Toronto w Kanadzie. Stało się tak gdyż w tym roku do ligi NBA dołączyły dwa kanadyjskie kluby: Toronto Raptors i Vancouver Grizzlies. Kluby te, oprócz udziału w normalnym drafcie, wzięły też udział w specjalnie przeprowadzonym dla nich „rozszerzeniowym drafcie” („Expansion Draft”).

## Legenda
Pogrubiona czcionka – wybór do All-NBA Team.
|  | - występ w NBA All-Star Game. |

Gwiazdka (*) - członkowie Basketball Hall of Fame.

## Runda pierwsza
| Nr | Zawodnik                | Narodowość        | Drużyna NBA                                                | College/Drużyna                 |
| -- | ----------------------- | ----------------- | ---------------------------------------------------------- | ------------------------------- |
| 1  | Joe Smith (PF/C)        | Stany Zjednoczone | Golden State Warriors                                      | University of Maryland          |
| 2  | Antonio McDyess (PF)    | Stany Zjednoczone | Los Angeles Clippers (sprzedany do Denver)                 | University of Alabama           |
| 3  | Jerry Stackhouse (SG)   | Stany Zjednoczone | Philadelphia 76ers                                         | University of North Carolina    |
| 4  | Rasheed Wallace (PF)    | Stany Zjednoczone | Washington Bullets                                         | University of North Carolina    |
| 5  | Kevin Garnett (PF) *    | Stany Zjednoczone | Minnesota Timberwolves                                     | Farragut Career Academy         |
| 6  | Bryant Reeves (C)       | Stany Zjednoczone | Vancouver Grizzlies                                        | Oklahoma State University       |
| 7  | Damon Stoudamire (PG)   | Stany Zjednoczone | Toronto Raptors                                            | University of Arizona           |
| 8  | Shawn Respert (SG)      | Stany Zjednoczone | Portland Trail Blazers (z Detroit, sprzedany do Milwaukee) | Michigan State University       |
| 9  | Ed O’Bannon (SF)        | Stany Zjednoczone | New Jersey Nets                                            | UCLA                            |
| 10 | Kurt Thomas (PF/C)      | Stany Zjednoczone | Miami Heat                                                 | Texas Christian University      |
| 11 | Gary Trent (PF)         | Stany Zjednoczone | Milwaukee Bucks (sprzedany do Portland)                    | University of Ohio              |
| 12 | Cherokee Parks (C)      | Stany Zjednoczone | Dallas Mavericks                                           | Duke University                 |
| 13 | Corliss Williamson (PF) | Stany Zjednoczone | Sacramento Kings                                           | University of Arkansas          |
| 14 | Eric Williams (SF)      | Stany Zjednoczone | Boston Celtics                                             | Providence College              |
| 15 | Brent Barry (SG)        | Stany Zjednoczone | Denver Nuggets (sprzedany do L.A. Clippers)                | Oregon State University         |
| 16 | Alan Henderson (PF)     | Stany Zjednoczone | Atlanta Hawks                                              | University of Indiana           |
| 17 | Bob Sura (SG)           | Stany Zjednoczone | Cleveland Cavaliers                                        | Florida State University        |
| 18 | Theo Ratliff (PF)       | Stany Zjednoczone | Detroit Pistons (z Portland)                               | University of Wyoming           |
| 19 | Randolph Childress (PG) | Stany Zjednoczone | Detroit Pistons (z Houston via Portland)                   | Wake Forest University          |
| 20 | Jason Caffey (PF)       | Stany Zjednoczone | Chicago Bulls                                              | University of Alabama           |
| 21 | Michael Finley (SF)     | Stany Zjednoczone | Phoenix Suns (z L.A. Lakers)                               | University of Wisconsin         |
| 22 | Jiří Zídek (C)          | Czechy            | Charlotte Hornets                                          | UCLA                            |
| 23 | Travis Best (PG)        | Stany Zjednoczone | Indiana Pacers                                             | Georgia Institute of Technology |
| 24 | Loren Meyer (PF)        | Stany Zjednoczone | Dallas Mavericks (z New York)                              | Iowa State University           |
| 25 | David Vaughn (PF/C)     | Stany Zjednoczone | Orlando Magic                                              | University of Memphis           |
| 26 | Sherell Ford (PF)       | Stany Zjednoczone | Seattle SuperSonics                                        | University of Illinois          |
| 27 | Mario Bennett (PF)      | Stany Zjednoczone | Phoenix Suns                                               | Arizona State University        |
| 28 | Greg Ostertag (C)       | Stany Zjednoczone | Utah Jazz                                                  | University of Kansas            |
| 29 | Cory Alexander (PG)     | Stany Zjednoczone | San Antonio Spurs                                          | University of Virginia          |

Gracze spoza pierwszej rundy tego draftu, którzy wyróżnili się w czasie gry w NBA to: Eric Snow, Kevin Ollie.